# Nepaletricha mystica
Nepaletricha mystica är en tvåvingeart som beskrevs av Chandler 2002. Nepaletricha mystica ingår i släktet Nepaletricha och familjen Rangomaramidae.
Artens utbredningsområde är Nepal. Inga underarter finns listade i Catalogue of Life.